# アドボケート (雑誌)
『アドヴォケート』 (The Advocate, [ðɪ ˈædvəkət]) は、アメリカ合衆国カリフォルニア州ロサンゼルスで発行されている、LGBT （レズビアン・ゲイ・バイセクシュアル・トランスジェンダー）を購買対象とした雑誌である。
1967年に発刊された当初は、わずか12ページのローカル雑誌であった。内容はポルノを含むもので、ゲイ男性のみを対象としていた。しかし、その後の編集方針転換により、政治色が強い雑誌に一新された。1990年代にはポルノが排除され、レズビアン向けの内容も追加されるようになった。現在では隔週発行で、国内全域およびカナダで広く読まれている。
アダルト雑誌ではないので一般の書店でも購入できる。